# Paweł (Tokajuk)
Paweł (světským jménem: Paweł Tokajuk; * 26. července 1978, Sanok) je polský duchovní Polské pravoslavné církve, biskup hajnowský a vikář varšavsko-bílské eparchie.

## Život
Narodil se 26. července 1978 v Sanoku.
Studoval na Varšavský pravoslavný duchovní seminář a vstoupil do Jabłeczenského monastýru. Dne 4. března 2001 byl metropolitou varšavským a celého Polska Sávou rukopoložen na diákona. Stal se referentem varšavské eparchie a sekretářem metropolity.
Roku 2012 dokončil Křesťanskou teologickou akademii ve Varšavě a roku 2017 studium moderních jazyků na Aristotelově univerzitě v Soluni. Dne 10. června 2017 přijal kněžské svěcení.
Dne 24. srpna 2017 byl Svatým synodem zvolen biskupem hajnowským a vikářem varšavské eparchie. Dne 7. září byl postřižen na monacha se jménem Paweł na počest svatého mučedníka Pawla Szwajka a povýšen na archimandritu. Biskupská chirotonie proběhla 15. září v chrámu svaté Marie Magdaleny ve Varšavě. Hlavním světitelem byl metropolita varšavský a celého Polska Sáva.